# Tarabai Shinde
Tarabai Shinde (Buldhana, 1850 – 1910) è stata un'attivista indiana femminista che protestò contro il patriarcato e il sistema delle caste nell'India del XIX secolo.
È conosciuta per il suo saggio Confronto tra donne e uomini (Stri Purush Tulana), originariamente pubblicato in lingua marathi nel 1882. Il pamphlet rappresenta una critica alle caste e al patriarcato ed è spesso considerato il primo testo femminista indiano moderno. Era molto controverso per l'epoca mettere in discussione le stesse scritture religiose indù come fonte di oppressione delle donne, una visione che continua ad essere controversa e dibattuta oggi. Fu un membro del Satyashodhak samaj.

## Biografia
Nacque in una famiglia Maratha nel 1850 da Bapuji Hari Shinde a Buldhana (provincia del Berar, nell'attuale Maharashtra). Suo padre era un radicale, capo-impiegato nell'ufficio del vice commissario delle entrate. Nel 1871 pubblicò anche un libro intitolato "Suggerimento ai nativi istruiti". Non c'erano scuole femminili nella zona. Shinde era l'unica figlia femmina e suo padre le insegnò il marathi, il sanscrito e l'inglese. Aveva anche quattro fratelli. Tarabai si sposò molto giovane, ma le fu concessa più libertà in casa rispetto alla maggior parte delle altre mogli marathi dell'epoca dal momento che suo marito si trasferì a casa dei suoi genitori.

### Attivismo
Shinde era legata agli attivisti sociali Jotiba G. Phule e Savitribai Phule, marito e moglie che furono membri fondatori della loro organizzazione Satyashodhak samaj ("Comunità della ricerca della verità"). I Phule condividevano con Shinde la consapevolezza dei distinti assi di oppressione rappresentati dal genere e dal sistema delle caste, così come la natura interconnessa dei due.

#### Confronto tra donne e uomini
La famosa opera letteraria di Tarabai Shinde è Confronto tra donne e uomini (Stri Purush Tulana). Nel suo saggio, Shinde ha criticato la disuguaglianza sociale delle caste, così come le opinioni patriarcali di altri attivisti che vedevano le caste come la principale forma di antagonismo nella società indù. Secondo Susie Tharu e K. Lalita, «...Stri Purush Tulana è probabilmente il primo dibattito femminista a pieno titolo ed esistente dopo la poesia del periodo bhakti. Ma il lavoro di Tarabai è significativo anche perché in un momento in cui intellettuali e attivisti erano allo stesso modo interessati principalmente alle difficoltà della vita di una vedova indù e da altre atrocità facilmente identificabili perpetrate contro le donne, Tarabai Shinde, apparentemente lavorando in solitaria, è stata in grado di ampliare il campo dell'analisi per includere il tessuto ideologico della società patriarcale. Lei suggerisce che ovunque le donne sono ugualmente oppresse.»
Stri Purush Tulana fu scritto in risposta a un articolo apparso nel 1881 su Pune Vaibhav, un giornale ortodosso pubblicato a Pune, su un procedimento penale contro una giovane vedova bramina, Vijayalakshmi di Surat, che era stata accusata di aver ucciso il suo figlio illegittimo per timore del disonore pubblico e dell'ostracismo, poi condannata all'impiccagione (infine impugnata e modificata in deportazione a vita). Avendo lavorato con vedove d'alta casta a cui era vietato risposarsi, Shinde era ben consapevole degli episodi di vedove ingravidate da parenti. Il libro analizza la sottile linea su cui le donne devono camminare tra essere una "brava donna" e una "prostituta". Il libro fu stampato presso la Shri Shivaji Press, a Pune, nel 1882 con 500 copie al costo di nove anna, ma l'accoglienza ostile da parte della società e della stampa contemporanee fece sì che non venisse più ripubblicato. L'opera tuttavia fu elogiata da Jotiba G. Phule, eminente riformatore sociale marathi, che si riferì a Tarabai come una chiranjivini ("cara figlia") e raccomandò il suo pamphlet ai propri colleghi. Il saggio trova menzione nel secondo numero di Satsar, la rivista di Satyashodhak samaj, avviata da Jotiba Phule nel 1885, ma da allora in poi l'opera rimase in gran parte sconosciuta fino al 1975, quando fu riscoperta e ripubblicata.